# Budynek Kasy Oszczędności w Wieliczce
Budynek Kasy Oszczędności Miasta Wieliczki – zabytkowa kamienica, zlokalizowana na rogu Rynku Górnego i ulicy Jana Kilińskiego w Wieliczce.

## Historia
Budynek został wybudowany pod koniec XIX wieku z inicjatywy ówczesnego szefa Kasy Oszczędności Franciszka Aywasa, na miejscu zniszczonej w pożarze w 1877 starej, drewnianej zabudowy. Po II wojnie światowej stał się on, wraz z Pałacem Przychockich, siedzibą liceum ogólnokształcącego. Obecnie znajduje się w nim Centrum Kultury i Turystyki oraz szkoła muzyczna I stopnia.
1 października 1987 kamienica została wpisana do rejestru zabytków.

## Architektura
Kamienica została wzniesiona w stylu eklektycznym. Elewacja od strony Rynku Górnego jest pięcioosiowa. W trzeciej, środkowej osi, znajduje się portyk z dwiema kolumnami i dwiema półkolumnami w porządku doryckim, wspierającymi balkon pierwszej kondygnacji. Oś ta zwieńczona jest szczytem. W narożniku budynku znajduje się charakterystyczna wieżyczka z wykuszem na wysokości pierwszego piętra. Elewacja od strony ulicy Kilińskiego ma piętnaście osi. Ponad trzecią i czwartą znajduje się szczyt. 